# Bundesakademie für öffentliche Verwaltung
Die Bundesakademie für öffentliche Verwaltung im Bundesministerium des Innern (BAköV) ist die zentrale Fortbildungseinrichtung der Bundesverwaltung und Qualifikationsdienstleister für alle Bundesbehörden. Sie wurde 1969 gegründet, ist ein „organisatorisch verselbständigter Teil“ des Ministeriums und gehört somit nicht dem nachgeordneten Bereich an. Ihre Aufgabe ist, die Beschäftigten der Bundesverwaltung praxisnah fortzubilden.

## Fortbildungsangebot
Im Jahr 2016 wurden an der BAKöV 1428 Veranstaltungen durchgeführt (2015: 1328), die von 18.364 Teilnehmern (2015: 17.456) besucht wurden. Diese kamen hauptsächlich von vielen verschiedenen Bundesbehörden, aber teilweise auch von Ländern und Gemeinden, und gehörten überwiegend dem gehobenen Dienst an. 56 Prozent der Teilnehmer waren weiblich.

## Gliederung
Die BAKöV besteht aus fünf Lehrgruppen:
- Lehrgruppe 1 – Grundsatz und Koordination; Servicezentrum Berlin –
- Lehrgruppe 2 – Allgemeine Fachfortbildung; EU- und internationale Kompetenzen –
- Lehrgruppe 3 – Coachingzentrum –
- Lehrgruppe 4 – Führungs-/Verhaltenskompetenzen; Personalentwicklung –
- Lehrgruppe 5 – IT- und Organisationskompetenzen –

## Personal
An der BAKöV waren 2016 52 Beschäftigte tätig, davon waren 23 weiblich, 11 in Teilzeit und 47 am Hauptsitz Brühl tätig. 23 Beschäftigte waren im höheren Dienst, 19 im gehobenen Dienst und 10 im mittleren Dienst. Es waren 368 Dozenten im Einsatz.
1969 wurde die Bundesakademie von Theodor Brockmann geleitet. Präsidenten waren Karl-Heinz Mattern (1970–1983), Alfred Dimpker (1984–1990, zuvor Ministerialdirigent im Bundesinnenministerium), Helmut Kitschenberg (1990–1995), Günther Wurster (1995–2013) und Alexander Eisvogel (2013–2022). Seit 2023 ist Arne Schönbohm im Amt.

## Standorte
Ihr Hauptsitz ist in Brühl bei Köln. Außenstellen bestehen an den Dienstsitzen des Bundesministeriums für Wirtschaft und Klimaschutz und des Bundesministeriums des Innern und für Heimat in Bonn, im Bundeshaus in Berlin-Charlottenburg-Wilmersdorf, im Gästehaus Zeuthen bei Berlin und im Seminargebäude Boppard. Letzteres wurde im Jahr 1987 im ehemaligen Franziskanerkloster eröffnet, wo sie heute noch untergebracht ist. Dezentrale Fortbildungsveranstaltungen finden in geringerer Anzahl in Hannover, Wiesbaden und München statt.
Seit 1998 unterstützt die Hochschule des Bundes für öffentliche Verwaltung (HS Bund) im Rahmen einer Verwaltungsgemeinschaft die BAKöV. Beide teilen sich ein Gebäude. Auf dem gleichen Gelände befindet sich auch die Bundesfinanzakademie.

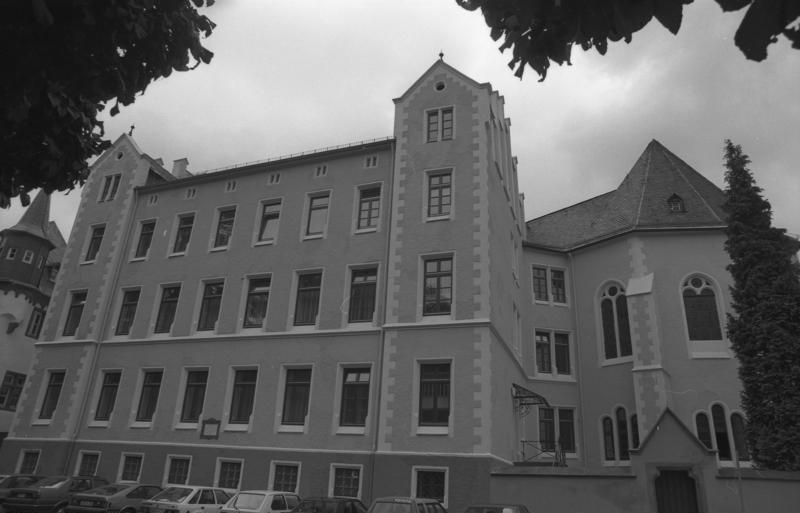
Seminargebäude in Boppard
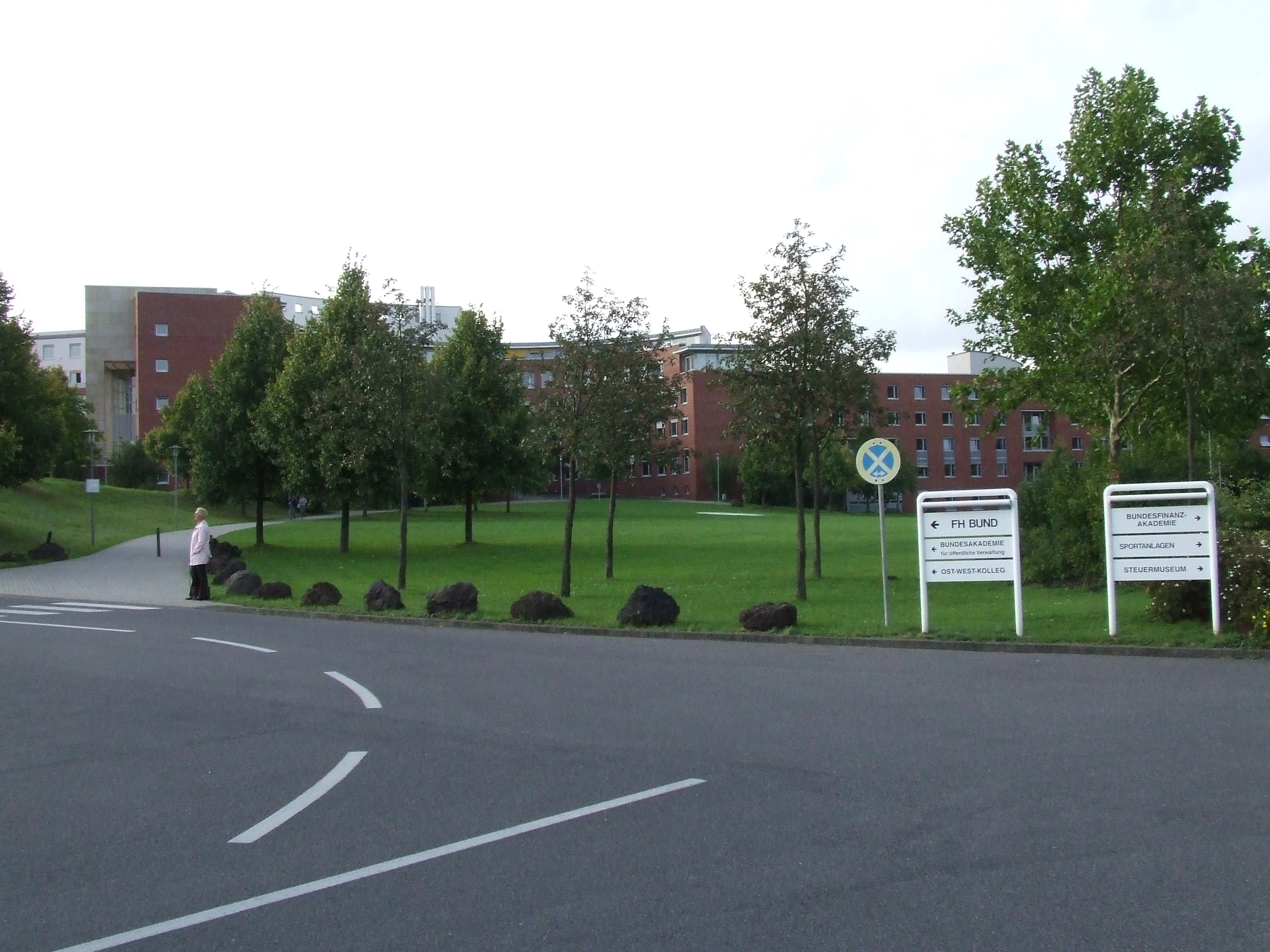
Gemeinschaftsgebäude der HS Bund und der BAköV in Brühl
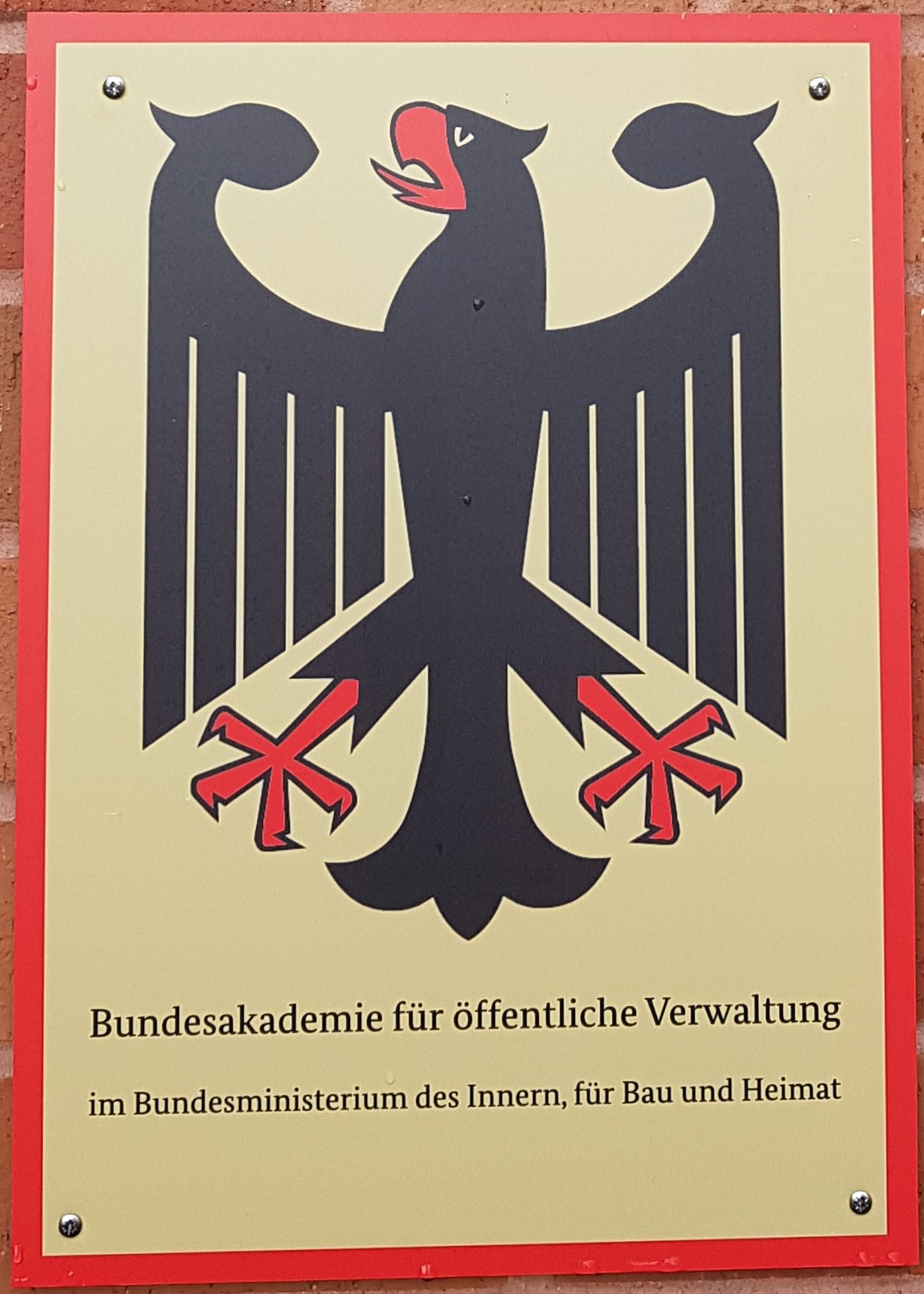
Amtsschild